# Предаја
Предаја, у војном смислу, је препуштање контроле над територијом, борцима, утврђењима, бродовима или наоружањем другој сили. Предаја може бити постигнута мирним путем или може бити резултат пораза у борби. Суверена држава може се предати након пораза у рату, обично потписивањем мировног споразума или споразума о капитулацији. Предаја на бојном пољу, било од стране појединаца или по налогу официра, обично доводи до тога да они који се предају постају ратни заробљеници.

## Бела застава
Бела застава или марамица се често користе као сигнал жеље за предајом, али у међународном праву то једноставно представља жељу за преговарањем која може, али не мора да резултира формалном предајом. Обично предаја укључује предају оружја; командант јединице која се предаје симболично нуди свој мач победничком команданту. Појединачни борци могу назначити предају одбацивањем оружја и подизањем празних и отворених руку изнад главе; командант тенка који се предаје треба да усмери куполу тенка даље од противничких бораца. Заставе се спуштају или увијају.

## Процес
Када се стране сагласе са условима, предаја може бити условна; односно страна која се предаје пристаје да се покори тек након што победник да одређена обећања. Вође групе која се предаје преговарају о привилегијама или надокнади за време, трошкове и губитак живота које је победник спасио заустављањем отпора.
Алтернативно, у безусловној предаји, победник не обећава третман, већ једнострано дефинише третман побеђене стране. Рани пример војне предаје је пораз Картагине од стране Римског царства на крају Другог пунског рата.  Временом су се за такву ситуацију развили општеприхваћени закони и обичаји ратовања, од којих је већина садржана у Хашкој конвенцији из 1907. и Женевским конвенцијама. Нормално, зараћена страна ће пристати на безусловну предају само ако је потпуно неспособна да настави непријатељства. Традиционално, церемонију предаје пратиле су ратне почасти.
Трећа Женевска конвенција каже да ратне заробљенике не треба малтретирати или злостављати. Политика америчке војске, на пример, захтева да особе које су се предале треба да буду обезбеђене и заштићене током евакуације са бојног поља.
Иако није формални војни закон, Кодекс америчких борбених снага забрањује предају осим ако „сва разумна средства отпора нису исцрпљена и сигурна смрт је једина алтернатива“: Кодекс каже: „Никада се нећу предати својевољно. Ако будем командовао, никада нећу предати моје потчињене док још имају средства за отпор.“

## Лажна предаја
Лажна предаја је врста преваре у контексту рата. То је ратни злочин по Протоколу I Женевске конвенције. Лажна предаја се обично користи да би се непријатељ извукао из заклона и да би се напао неспреман, али се могу користити у већим операцијама као нпр. током опсаде. Лажне предаје се налазе релативно често у историји. Један од најозлоглашенијих примера била је наводна лажна предаја британских трупа код Килмајкла током Ирског рата за независност.